# 6 novembre 1948
Le samedi 6 novembre 1948 est le 311e jour de l'année 1948.

## Naissances
- Christiane Head, entraîneuse française de chevaux de courses
- Cristiana Muscardini, femme politique italienne
- Francine D'Amour, romancière québécoise
- Glenn Frey (mort le 18 janvier 2016), compositeur, chanteur et guitariste, acteur
- Michalis Polynikis, homme politique chypriote
- Michel Dinet (mort le 29 mars 2014), homme politique français
- Penny Sparke, écrivain britannique
- Quinito, footballeur portugais
- Robert Hübner, joueur d'échecs allemand
- Sergio Pagano, évêque catholique italien
- Sidney Blumenthal, assistant et conseiller spécial du président Bill Clinton
- Steve Andrascik, hockeyeur sur glace canadien